# Saint-Éloi, Creuse
 Saint-Éloi  là một xã thuộc tỉnh Creuse trong vùng Nouvelle-Aquitaine miền trung nước Pháp. Xã này nằm ở khu vực có độ cao trung bình 580 mét trên mực nước biển.